# Brzeg Dolny
Brzeg Dolny là một thị trấn thuộc Wołowski, tỉnh Dolnośląskie ở miền tây nam Ba Lan. Thị trấn có diện tích 17 km². Đến ngày 1 tháng 1 năm 2011, dân số của thị trấn là 12652 người và mật độ 736 người/km².